# Idioma darkinjung
El idioma darkinjung (Darrkinyung; muchas otras grafías; ver más abajo) es una  lengua aborigen australiana, el idioma tradicional del pueblo Darkinjung. Si bien no sobreviven grabaciones de audio del idioma, varios investigadores han compilado listas de palabras y descripciones gramaticales. Ha sido clasificado como un idioma que ya no se habla completamente y puede clasificarse como que necesita una renovación lingüística programa. Se hablaba junto al  Dharuk,  Wiradhuri, Guringai,  Gamilaraay y  Awabakal. La tribu Darkinjung ocupó una pequeña parte del sureste de Australia dentro de lo que ahora es el área de Nueva Gales del Sur. Probablemente habitaron una extensión considerable de tierra dentro de los condados de Hunter, Northumberland y Cook.

## Nombres alternativos
El nombre del idioma tiene varias grafías según lo registrado por Mathews y W.J. Enright, entre otros, quienes trabajaron con documentación del siglo XIX:

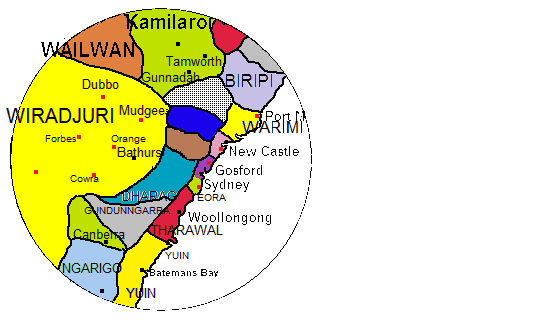
Tierras tradicionales de aborígenes australianos tribus alrededor de Sydney

- Darkinjang (Tindale 1974)
- Darkinjung
- Darkiñung (Mathews 1903)
- Darrkinyung
- Darginjang
- Darginyung
- Darkinung
- Darkinoong
- Darknüng
- Darkinyung

## Esfuerzo de revitalización
Desde 2003 ha habido un movimiento del grupo lingüístico Darkinyung para revitalizar el idioma. Comenzaron a trabajar con los informes de campo originales de Robert H. Mathews y W. J. Enright. Donde había lagunas en las listas de palabras escasamente pobladas, las palabras se tomaron de idiomas cercanos léxicamente similares. Esto llevó a la publicación de la obra Diccionario y gramática de Darkinyung: revitalizando una lengua a partir de fuentes históricas.

## Fonología
Gran parte de nuestra comprensión de Darkinjung proviene de artículos publicados por R.H. Mathews en 1903. Al analizar estas fuentes, podemos generalizar que había alrededor de 15 fonemas consonánticos y aproximadamente 3 vocales.

### Consonantes
|             | Bilabial | Dental | Alveolar | Palatal | Velar |
| ----------- | -------- | ------ | -------- | ------- | ----- |
| Oclusiva    | b        | d̪      | d        | ɟ       | g     |
| Nasal       | m        | n̪      | n        | ɲ       | ŋ     |
| Vibrante    |          |        | r        |         |       |
| Aproximante | w        |        | ɹ        | j       |       |
| Lateral     |          |        | l        |         |       |

En Darkinjung, como muchos idiomas australianos, b, d y g son intercambiables con p, t y k y no cambiarán el significado de la palabra. El hecho de que esta tabla muestre b, d y g es arbitrario.

### Vocales
|         | Anterior | Central | Posterior |
| Cerada  | ɪ        |         | ʊ         |
| Abierta |          | ɐ       |           |

## Morfología

### "Etiquetas"
Darkinjung hace uso de lo que Mathews llama "etiquetas" o sufijos para indicar relaciones entre objetos en oraciones.
Etiquetas numéricas -bula "dos" y -biyn "varios"
| miri-bula        |
| un par de perros |
Etiqueta de poseedor: -gayi
| guri- | gayi | bargan    |
| man   | POSS | boomerang | 'el boomerang de un hombre'
Etiquetas locativas "en, en, en": -a/ -da/ -dja/ -ga/ -wa
Las etiquetas locativas -ga y -wa parecen encontrarse después de raíces que terminan en vocal.
| gawin-da | nhayi           |  |
| bank-Loc | that.over.there |  |
'Por otro lado'
Las palabras con información de ubicación parecen coincidir con sustantivos que también llevan una etiqueta locativa:
| wallang-gayn-dja | gundji-ga | gara-dhi  |
| behind-?-Loc     | hut-Loc   | hide-Pres |
'alrededor de la casa, escondido'
Etiquetas de caso ergativas: -a/ -da/ -ga/ -ya.  Las palabras que terminan en consonante ŋ reciben esa etiqueta /-ga/
| nyugang-ga | wagar | mana-yi  |
| woman-Erg  | perch | get-Past |
'la mujer capto una perca'